# 岭南第一泉
岭南第一泉，位于中国广东省广州市白云区飞鹅岭下政民路77号，为广州市的一个市级文物保护单位，类型为其他，公布时间为2002年7月。
岭南第一泉的历史年代为明代。